# Rocazo
Se conoce como Rocazo una pueblada ocurrida entre el 3 y el 20 de julio de 1972 en la ciudad de General Roca de la provincia de Río Negro, gobernada entonces de facto por el general Roberto Requeijo, que depuso al intendente de la ciudad Pablo Fermín Oreja y constituyó un gobierno provisional. También se utiliza la denominación segundo Rocazo para denominar una manifestación popular realizada el 6 de marzo de 1973 con el fin de impedir que el general Requeijo realizara un acto proselitista en la ciudad, como parte de su campaña para ser elegido gobernador constitucional en las elecciones que se celebrarían el siguiente 11 de marzo. En el curso del segundo Rocazo fue asesinado Agustín "Tim" Fernández Criado.

## Contexto
En julio de 1972 se estaba llegando al final de la dictadura autodenominada Revolución Argentina, liderada en ese momento por el general Alejandro Lanusse cuyo gobierno terminaría en mayo de 1973, luego de las elecciones convocadas para el 11 de marzo.
Desde el 22 de septiembre de 1969 el interventor designado por Juan Carlos Onganía para gobernar la provincia de Río Negro era el general de infantería Roberto Requeijo quien hacia el final de su estadía en la gobernación provincial comenzó a mostrar su intención de presentarse a elecciones para ser gobernador electo de la provincia.
En este sentido los roquenses empezaron a entender algunas medidas impulsadas como un intento de marginar a la ciudad. Para Requeijo Roca era una ciudad que le impedía consolidar sus aspiraciones políticas.

## Primer Rocazo
La medida que desencadenó el estallido, fue la decisión, tomada el 30 de junio de 1972 por el general Requeijo, de crear el Juzgado Número 6 de Cipolletti, desmembrando la Segunda Circunscripción Judicial que tenía su sede en Roca. La medida produjo el descontento de todos los sectores de la ciudad sin excepción, incluyendo los más tradicionales (entre ellos empresarios, abogados y comerciantes), razón por la cual el intendente Fermín Oreja convocó a una asamblea para el día 3 de julio. La cantidad de personas que se hizo presente y la propuesta de realizar un paro, atemorizaron al intendente que canceló abruptamente la asamblea y presentó su renuncia. 
La brusca cancelación de la asamblea radicalizó más a las fuerzas vivas que habían participado en la asamblea, llevó a que la Cámara de Agricultura Industria y Comercio (CAIC-GR) y el Colegio de Abogados de General Roca convocaran a una asamblea popular en el prestigioso Club del Progreso para el 4 de julio. Más de 1.500 personas asistieron a la asamblea, entre ellas abogados, empresarios, políticos locales, sindicalistas, militantes estudiantiles, profesionales y barriales. La asamblea aprobó por unanimidad tomar pacíficamente la municipalidad. La multitud marchó entonces a la sede municipal, donde la policía intentó impedir el ingreso de los asambleístas. Allí se produjo la primera confrontación, que incluyó gases lacrimógenos y disparos al aire, pero por el número y la importancia institucional de quienes integraban la multitud, los asambleístas lograron ingresar y tomar el municipio.
La primera decisión de la asamblea popular fue designar una Comisión Provisoria de Gobierno Municipal, integrada por personas que actuaran en representación de las asociaciones las asociaciones profesionales, empresariales, barriales, sindicales y políticas involucradas. Los miembros de la Comisión Provisoria fueron: R. Spaggiari (Partido Demócrata Cristiano), Abelardo Laria (por la Juventud Peronista), Alejandro Gorsky (Frente de Izquierda popular); Luis Maisler (Partido Socialista), Carlos Gadano (Juventud de Avanzada Socialista), Elvio Hernández (Colegio de Médicos de General Roca), Julio Rajneri (Colegio de Abogados y diario Rio Negro), Tomas Boland (UCR), Rodolfo Cevallos (sindicato bancario), Edith Fernández (sindicato de docentes secundarios), Norberto Blanes (Asociación de Contadores Públicos), Delfín Delgado (por los estudiantes secundarios), Ubaldo Flechoso (por el barrio Villa San Martín), Jorge Fernández (por el barrio Villa industrial), Rufino Rinskyn (por el barrio Stefenelli), Roberto Garrido (por la Cámara de Fruticultores de General Roca), Antonio Fernández (por el barrio Maglione), Mirta Sarmentero (sindicato de empleados públicos), Guillermo Moyano (por el barrio Los Olmos), Juan Carlos Cale (por el Colegio de Martilleros), Carlos López (por FOECYT), Martín Sánchez (MID), Ángel Laino (por el barrio Norte), Roberto Balmaceda (por los estudiantes de institutos superiores), Edgardo Rutina (por el sindicato docente), Raúl Aymale (por el barrio SUPE y sindicato de empleados de comercio), Eduardo Parra, (por el barrio Andrade), Luis Falco (por el Club de Leones), Osmal Barcastegui (por el PT), Juan Rossi (por el PJ), Tulio Fluvi (por el barrio Tiro Federal). Manuel Salgado, del Partido Demócrata Cristiano fue designado representante de la Asamblea. Inmediatamente la Comisión Provisoria sancionó el “Decreto Nº 1”, en el que anunciaba que el pueblo de General Roca había “retomando su soberanía” y convocaba a luchar por la destitución del gobernador militar Requeijo.
Esa noche, la población salió masivamente a la calle para apoyar a la Comisión Provisoria, mientras que tropas militares rodeaban la ciudad. Manuel Salgado, en nombre de la pueblada, negoció con las fuerzas militares a las que les hizo saber la decisión del pueblo de no negociar con las autoridades provinciales, y aceptó que asumiera como interventor militar el mayor Naldo Nasso y que las tropas del Ejército ocuparan la intendencia. La Comisión Provisoria por su parte comunicó públicamente que continuaban en funciones y seguiría sesionando fuera del municipio.
Durante el día 5 de julio diversos rumores y trascendidos sobre la participación del interventor militar general Requeijo, indignaron aún más a la población dando lugar a nuevos enfrentamientos y acciones de protesta. Al finalizar ese día la ciudad, que entonces tenía una población total de 30.000 habitantes, estaba ocupada por más de 2.000 efectivos de seguridad, prácticamente un agente cada siete adultos. 
Más de 70 personas fueron detenidas por los militares acusados de subversión, entre ellos varios miembros de la Comisión Provisoria (Genoud, Iglesia Hunt, Rajneri, Gadano, Laría, Laino, Mazzuco, Falcó) y los militantes, comenzaron a ser detenidos por los militares. Los enfrentamientos crecieron y los pobladores comenzaron a levantar barricadas. La Comisión Provisoria pasó a la clandestinidad, con los miembros que habían logrado evitar la detención, transmitiendo sus comunicados por una radio clandestina llamada Roca Libre, que iba cambiando de lugar para evitar ser descubierta.  
El 6 de julio se desarrollaron los más graves enfrentamientos en las calles de la ciudad. Los manifestantes destruyeron el local del Partido Provincial Rionegrino, al que pertenecía el interventor militar Requeijo, e intentaron capturar un tren con explosivos. Estos hechos alarmaron a los militares que lideraban la dictadura a nivel nacional y se enviaron mediadores para negociar. Así obtuvieron que los detenidos fueran liberados el sábado 8 de julio.
El 9 de julio, Día de la Independencia de Argentina, la Comisión Provisoria, desde la clandestinidad, convocó a boicotear el acto oficial. Siguiendo sus instrucciones, la población se hizo presente dando la espalda al desfile militar oficial y los automóviles hicieron sonar sus bocinas en señal de reprobación al interventor Requeijo. Finalizado el desfile oficial, la Comisión Provisoria organizó un acto patriótico alternativo. Finalizado el acto un grupo de jóvenes marchó hacía el mástil de la plaza central y una vez frente al mismo anunciaron: “vamos a arriar la bandera izada por la ocupación militar y simbólicamente la volveremos a izar pero ahora por deseo del pueblo”. El hecho es recordado como “la fiesta de la dignidad del pueblo”. 
Los días 12 y 13 de julio el diario Río Negro de Rajneri no salió como protesta a una medida de clausura impuesta por el comando militar que ocupaba la ciudad.

## Segundo Rocazo
Los incidentes en la ciudad se reiteraron meses más tarde. El 6 de marzo de 1973 Requeijo llegó a Roca en medio de su campaña para gobernador por el Partido Provincial Rionegrino. Ese día por la noche habló en un acto en la ciudad. No había llegado solo sino acompañado por colectivos con militantes que se terminaron enfrentando con los roquenses en el centro de la ciudad. Producto de los enfrentamientos y la represión policial Agustín Fernández Criado, de 22 años, fue herido de muerte con una bala 9 milímetros que le cortó la yugular. Esto, lejos de apaciguar el conflicto, aumentó la presencia de los ciudadanos en las calles. Los incidentes se prolongaron hasta el jueves 8 e implicaron negocios cerrados y gente en la calle. Se incendiaron propiedades de simpatizantes del PPR, una agencia de lotería y una concesionaria de autos. También se arrasó con un establecimiento metalúrgico perteneciente al candidato a senador por el PPR, Mario Gargini.